# Фиолент (завод)
«Завод „Фиолент“» — машиностроительное предприятие, расположенное в городе Симферополь (Крым). Полное официальное название — акционерное общество «Завод „Фиолент“».
Название «Фиолент» завод получил в 1966 году.
В настоящее время производство состоит из 3 основных направлений:
- производство электроинструмента — более 45 различных моделей под торговыми марками «Фиолент proffesional» и «Фиолент мастер»[6];
- производство микромашин — прецизионные электрические микромашины малой мощности (вращающиеся трансформаторы, бесконтактные сельсины, датчики угла, бесконтактные индукционные фазовращатели, электродвигатели специального назначения);
- производство систем корабельной автоматики[5] — системы и элементы автоматизированного управления для водоизмещающих кораблей и судов, кораблей на воздушной подушке, яхт, доков, морских буровых платформ, приборы, датчики и сигнализаторы для судостроения и промышленной автоматизации.

## История

### 1913—1945
1913 год. До 1913 года на углу улиц Битакской и Новой находилась деревораспилочный цех мещанина Кучерова, В 1913 здесь предпринимателем Яковом Ивановичем Тиссеном был построен чугунно-литейный механический завод. В своём распоряжении имел 19 станков и 30 работников. В одном здании размещался механический цех, а в другом двухэтажном были служебные помещения и жилье хозяина.
На заводе осуществлялась реставрация мельничных вальцов, выпускались насосы для полива огородов, различные чугунные изделия.
После революции завод национализирован.
1923 год. Совнархоз передал завод в аренду промысловой артели «Металлист». Штат артели составлял 8 человек. Здесь занимались нарезкой зубьев на мельничных вальцах, выполняли различные ремонтно-механические работы, изготавливали детали из чугуна для бытового обихода. В это время, несмотря на небольшие по нынешним меркам объёмы производства, завод считался одним из крупнейших в Симферополе.
1926 год. Завод стал именоваться Государственный литейно-механический завод «Большевик». Численность его рабочих дошла до 40 человек.
1928 год. Завод передан в ведение треста «Крыммашстрой». Входящим в него заводам присваивали номера. Завод получил № 3. Номенклатура продукции особо не изменялась. Те же колосники, половые плиты, различные металлические изделия.
1938 год. Завод перешёл в ведение треста «Гаро». Поменялся профиль завода. Началось изготовление несложного оборудования для автохозяйств и автотранспортных предприятий. Одновременно изготавливались задвижки, табакокрошильные ножи и т. д.

### 1945—1960
1945 год. Завод входит в управление «Крымэнерго», как одно из его предприятий. Специализируется на ремонте силовых трансформаторов небольшой мощности, электродвигателей, освоении изготовлении приборов и запасных частей для электростанций.
1947 год. Завод перешёл в ведение управления «Главторфмашина». Перед заводом ставилась задача организации выпуска машин по добыче и обработке торфа. Были изготовлены 58 корчевателей пней. Машины оказались нерентабельными для завода из-за их большой металлоёмкости и удалённости от железной дороги. Начали изготавливать молотковые дробилки торфа, дисковые мельницы, организовали выпуск железнодорожных стрелочных переводов.
1958 год. Распоряжением Совета министров СССР заводу поручено производить специальные электрические машины. Началось интенсивное строительство производственных зданий.
1959 г. Началась генеральная реконструкция на выпуск целиком новой продукции — микромашин высокой точности. До конца 1959 г. завод был в основном оснащён всем необходимым для серийного выпуска.

### 1960—1992
В 1960 году было выпущено 30 тыс. вращающихся трансформаторов. Тогда же завод переподчинён Министерству судостроительной промышленности СССР.
1963 год завод вступил в строй. На базе небольшого завода, выпускающего несложные изделия, за пять лет строительства создано предприятие по выпуску высокоточной продукции.
1964 год. Освоено серийное производство 60 видов микромашин и начато изготовление элементов корабельной автоматики. Сформировалось СКБ, где проводились собственные разработки новых типов микромашин, систем корабельной автоматики, товаров народного потребления.
1966 год. Завод получил название «Фиолент», освоено производство электрических машин малой мощности, вращающихся трансформаторов, сельсинов.
1967 год. Было организовано новое производство товаров народного потребления, по изготовлению магнитофонов «Дельфин» различных моделей, потом магнитол «Ореанда», которые были отмечены Дипломом международной выставки «Связь-76», которые выпускались с Государственным Знаком качества.
Объём производства в 1967 г. вырос по сравнению с 1959 г. в 15 раз. За эти годы заводом было освоено производство 60 видов новых изделий. Общее количество выпущенных с 1989 по 1995 гг. магнитол «Ореанда» превысило 800 тыс. шт.
1970 год. Начато изготовление: систем управления электроэнергетикой «Ижора», «Альма», «Катунь»; систем успокоения качки «Риф»; общекорабельных систем «Сиваш», «Невель»; систем управления главным движением кораблей «Полюс», «Тайфун», «Туман», «Орион»; навигационных систем «Бирюза», «Шлюз», «Скандий»; систем управления буровой установкой «Шельф», «Карасор» и др.
1972 год. Начинается производство систем корабельной автоматики: автоматизация плавучих доков для нужд судостроения, изготовлен и поставлен ряд систем для плавучих доков различных проектов, пультов и систем управления балластно-затопительными системами, электроэнергетическими системами и общекорабельными системами плавучих доков.

### 1992 — наше время
1992 год. Началось освоение производства ручного электроинструмента. Одновременно значительно расширяются мощности по производству магнитол Ореанда. Однако, в ближайшие годы, в результате развала СССР, открытия границ и наводнения рынка аудиотехники более дешёвой низкокачественной продукцией из стран юго-восточной Азии, производство магнитол стало нерентабельным и его пришлось свернуть. Также были практически остановлены производства микромашин и корабельной автоматики в связи с тем, что военные прекратили размещение заказов.
1994 год. Завод был преобразован в акционерное общество открытого типа «Завод „Фиолент“».
1996 год. Завод приступил к изготовлению управляющих систем безопасности атомными реакторами для Южно-Украинской АЭС, получив на это лицензию от Госатомнадзора.
1997 год. На базе некоторых цехов, которые были территориально отдалены от основного предприятия, было создано дочернее предприятие «Фиолентмехпласт», которое вошло в состав ОАО «Завод „Фиолент“».
Середина — конец 90-х годов. Трудные времена для завода. От банкротства завод спас освоенный в 1992 году лобзик. Благодаря применению в его конструкции передовых конструкторских решений, технологий и материалов это изделие было принято рынком и позволило выжить заводу, сохранить его производственный потенциал. Изделие дало толчок к развитию целого направления производства, которое в настоящее время занимает около 30 % от общего производства. Первым инструментом, изготовленным на предприятии, был лобзик, памятник которому в благодарность за то, что выручил завод в трудные для него времена и в честь 95-летия завода, установлен возле центральной проходной. После лобзика было освоено производство фрезерной машины, далее рубанок, сверлильные машины, плоскошлифовальная машина, шуруповёрт и т. д. В настоящее время линейка изделий состоит из более чем 45 наименований с модификациями.
В июле 2014 года завод из ОАО реорганизуется в публичное акционерное общество «Завод „Фиолент“».

### Руководство
- 1913— Яков Иванович Тиссен;
- 1933—1939 — Иван Степанович Репин, директор;
- 1949—1961 — Алексей Андрианович Семёнов, директор;
- 1961—1962 — Пётр Иванович Корницкий, директор;
- 1962—1965 — Геннадий Георгиевич Филиппов, директор;
- 1966—1972 — Вячеслав Николаевич Ковалёв, директор;
- 1972—1985 — Геннадий Данилович Креславский;
- С 1985 по настоящее время — Баталин Александр Сергеевич

## Санкции
15 марта 2019 года, в связи с продолжающейся агрессией в Украине, предприятие было включено в санкционный список США против российских заводов, которые присвоили украинские государственные активы в Крыму для оказания услуг российским военным. Отмечалось, что «Фиолент» был незаконно захвачен Российской Федерацией после аннексии Крыма в 2014 году. Ранее завод был включён в санкционный список Украины.
23 февраля 2024 года, из-за российского вторжения на Украину, завод включён в санкционный список Канады.

## Основные производственные цеха и службы завода

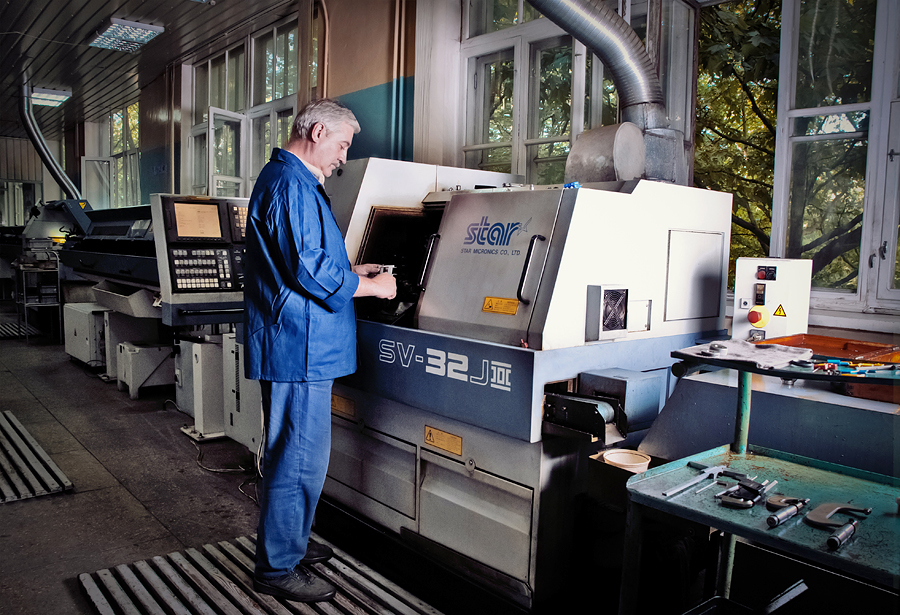
Цех № 1, токарный автомат SV32G
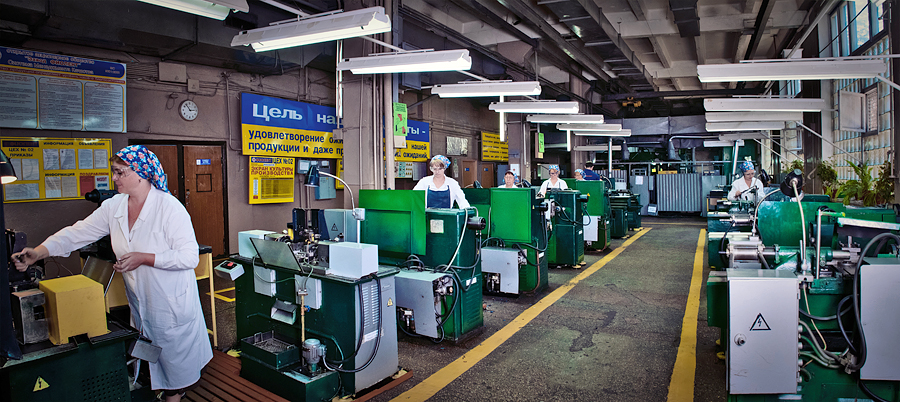
Цех № 2, участок изготовления валов электродвигателей
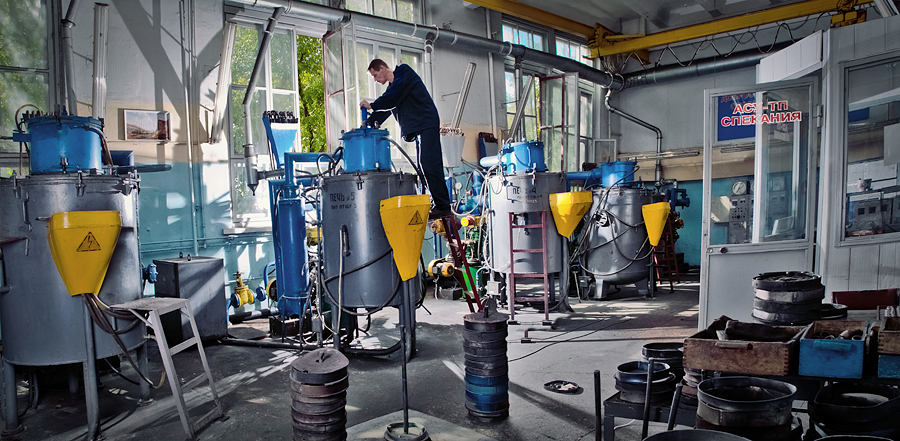
Цех № 20, участок порошковой металлургии
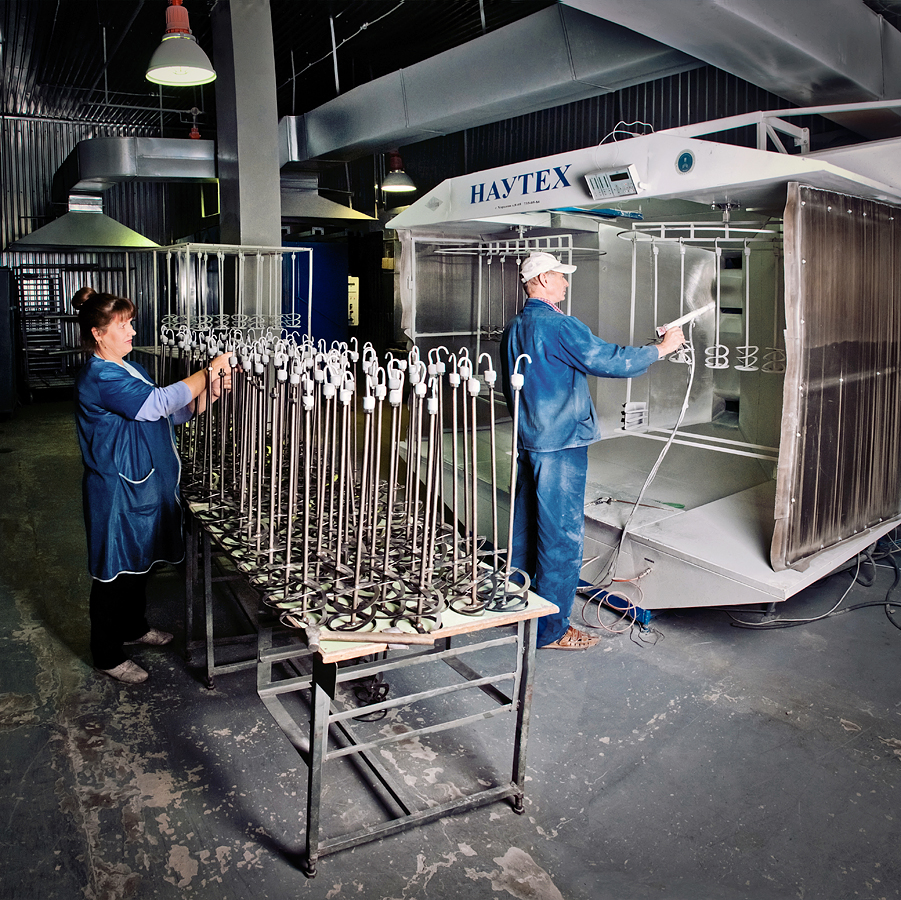
Цех № 9, участок порошковой покраски ДП Фиолентмехпласт
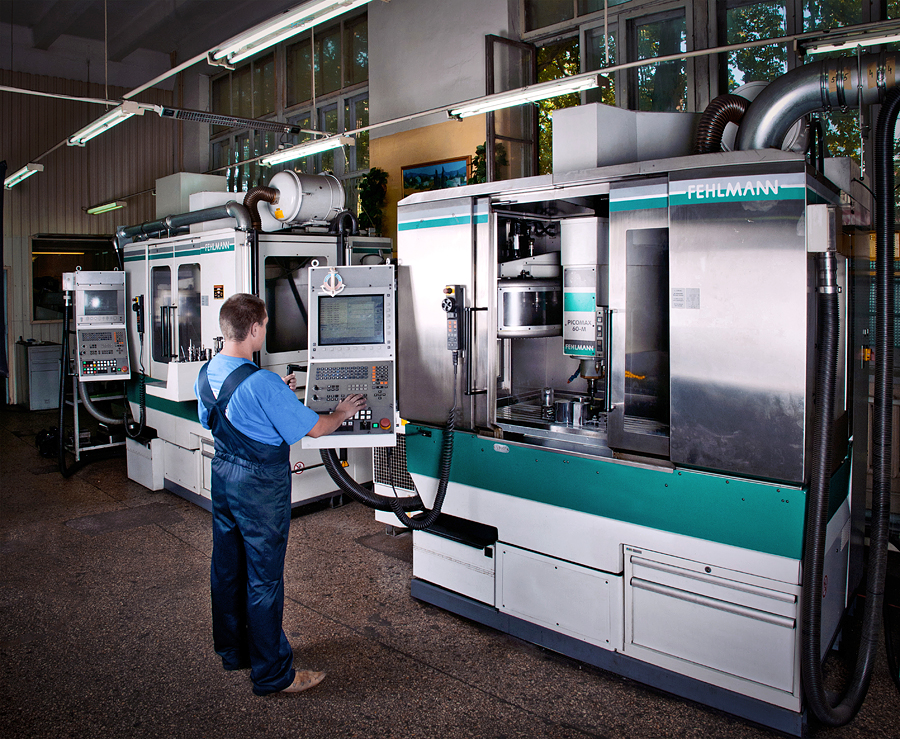
Цех № 22, инструментальное производство
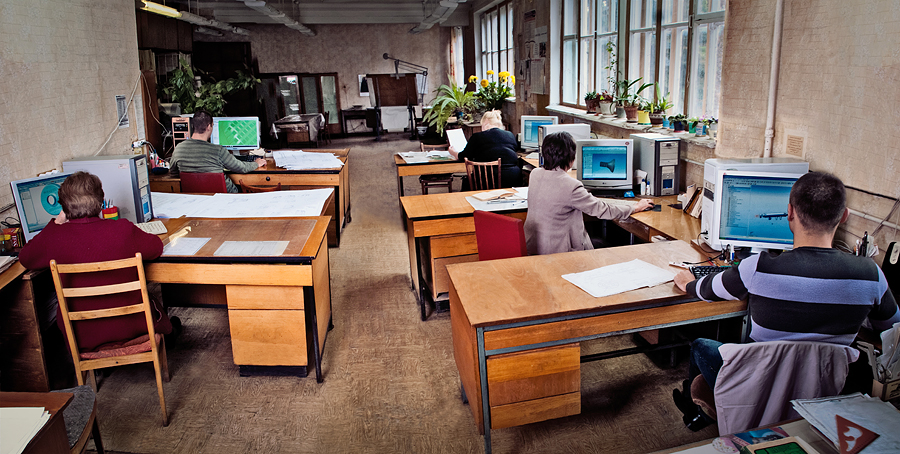
Цех № 22, ИКБ
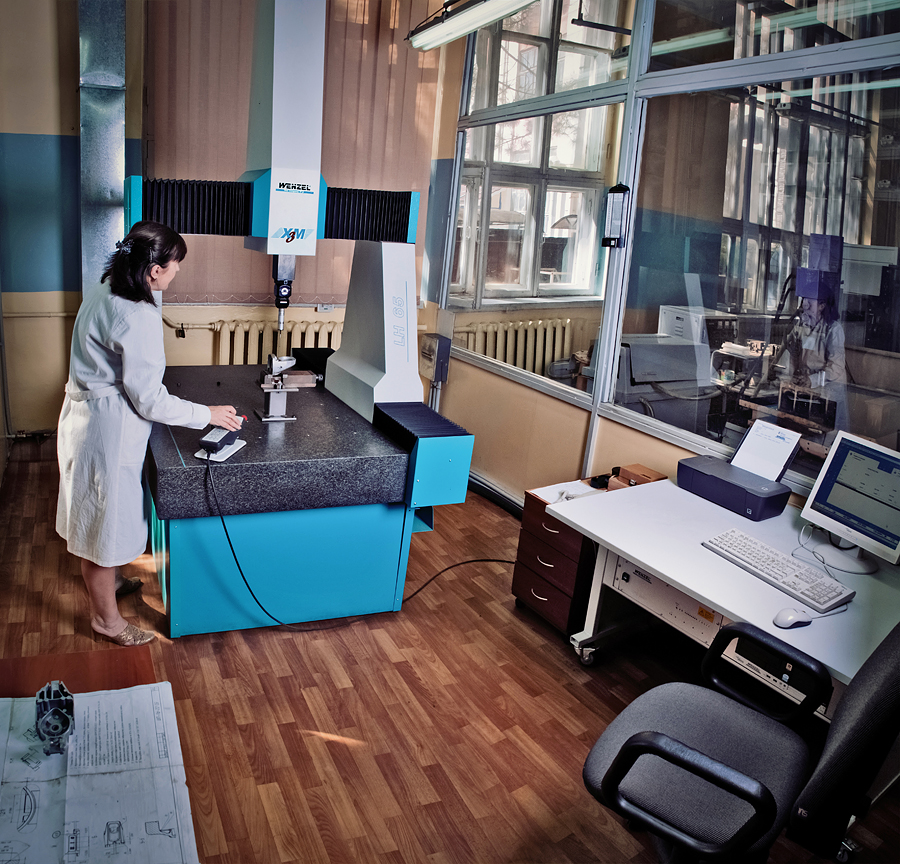
ОТК измерительная машина
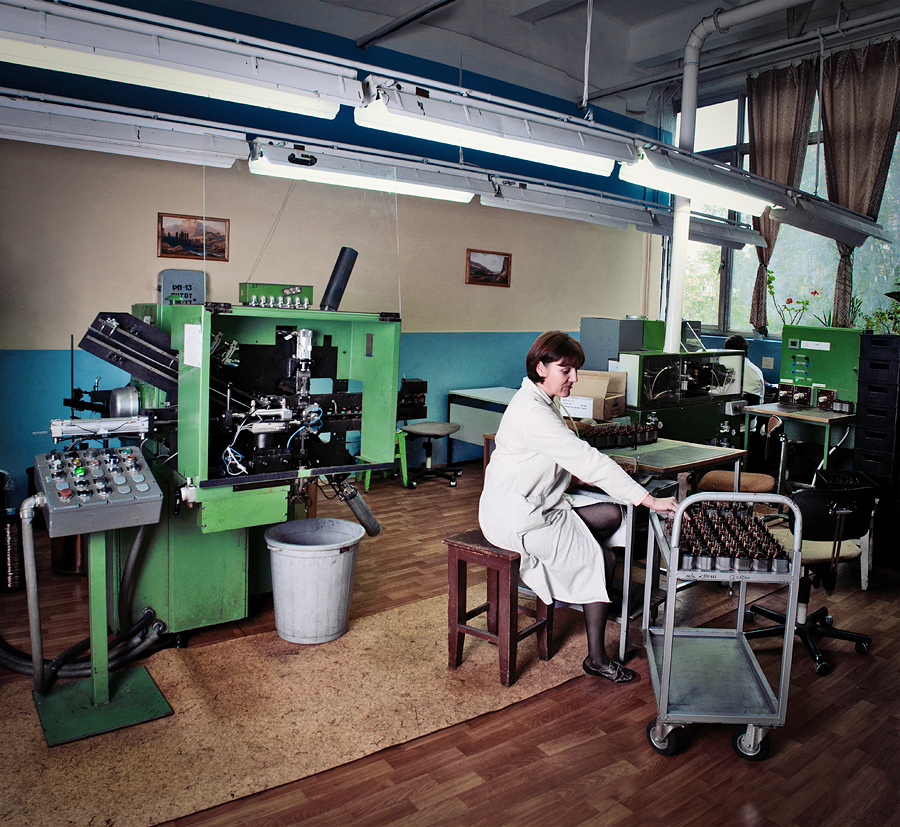
Цех № 3, станки автоматической намотки статора
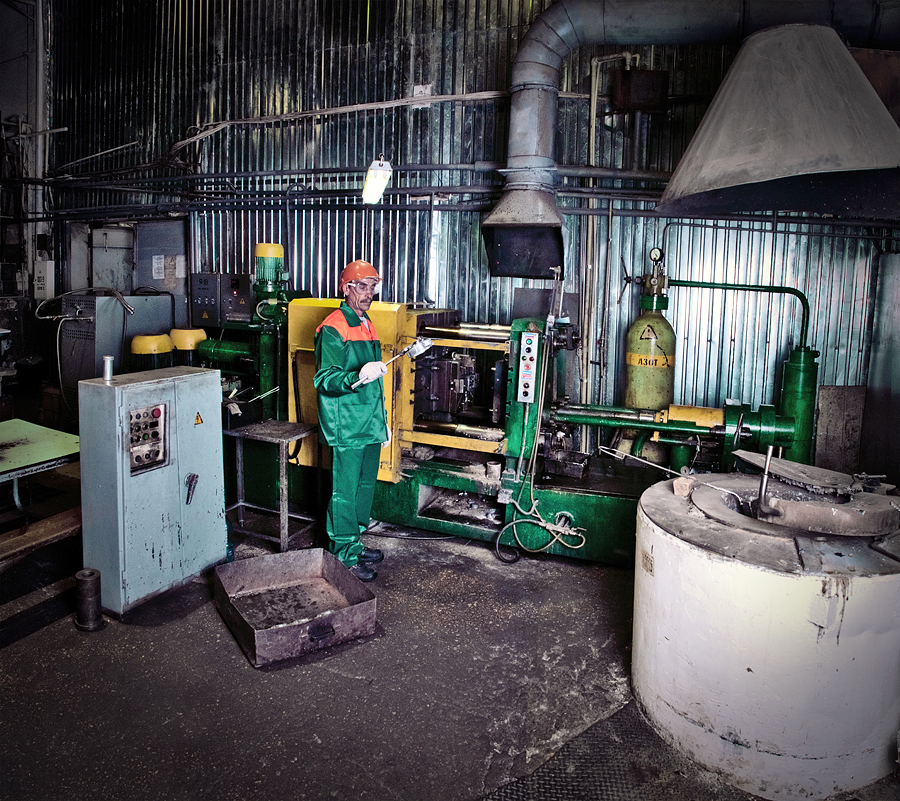
Цех № 9, автомат алюминиевого литья под давлением

В состав производственных цехов «Завод „Фиолент“» входят:
- цех № 1 металлообработка, токарный участок, шлифовальный участок, фрезерный участок, слесарный участок;
- цех № 2, участок штамповки, участок термообработки, участок изготовления якорей, участок изготовления пакетов якоря и статора;
- цех № 3, основной сборочный цех, в котором расположены сборочные конвейеры, также в цехе расположена линия автоматической намотки якорей и статоров;
- Участок № 5, различные гальванические покрытия, оцинковка, никелирование и т. д., участок покраски;
- цех № 6, производство корабельной автоматики, занимает значительные производственные площади, на которых находятся участки токарной обработки, фрезеровки, участок станков с ЧПУ, участок сборки и т. д.
- цех № 9 (дочернее предприятие «Фиолентмехпласт» (ДП ФМП) В структуру «Фиолентмехпласта» входят цеха: по изготовлению деталей из алюминия, из пластмасс, по изготовлению плат печатного монтажа, механический цех, каркасно-сварочный участок, участок порошковой покраски;
- участок № 13, участок сборки микромашин, участок лазерной сварки
- цех № 18, участок сборки электроинструмента и корабельной автоматики
- участок порошковой металлургии (УПМ — цех 30)
- цех № 21, служба главного энергетика, в которую входят слесарные участки, участки ремонта электрооборудования.
- цех № 22, инструментальное производство. Имеет участок электроэрозионной обработки, участок производства пресс-форм и штампов, в обрабатывающих центрах Picomax швейцарской фирмы Fehlmann AG, участок термообработки; Инструментальное конструкторское бюро (ИКБ)
- цех № 25, участок опытного и мелкосерийного производства;
- цех № 26, служба главного механика. Имеет участок металлообработки, слесарный участок
- СКБ-6, разработка электроинструмента и микромашин
- СКБ-8, разработка систем корабельной автоматики и спецтехники
- ОМИС, отдел механизации и станкостроения — разработка нестандартного оборудования в целях автоматизации производственных процессов
- ОГТ, отдел главного технолога — разработка техпроцессов, внедрение новых технологий и оборудования
- ОТК, отдел технического контроля — контроль всего производственного цикла на предмет качества продукции. В структуру отдела входит центральная заводская лаборатория (ЦЗЛ), испытательная лаборатория (ИЛ)
- Коммерческие службы, куда входят: отдел материально-технического обеспечения (ОМТО), отдел комплектации и кооперации (ОКИК), отдел маркетинга (ОМ), отдел продаж (ОП), коммерческий отдел (КО), отдел гарантийного обслуживания (ОГО)
- Финансовые службы, куда входят: бухгалтерия, финансово-экономическое управление, канцелярия.
- Стадион Фиолент